# Santa Margarita (Kalifornia)
Santa Margarita – jednostka osadnicza w Stanach Zjednoczonych, w stanie Kalifornia, w hrabstwie San Luis Obispo.